# Nicasi Çorita (Zorita)
Nicasi Çorita o Zorita (Aragó? ca. 1545 – Tarragona? ca. 1593) va ser un compositor i mestre de capella. Treballà i visqué a València fins a l’any 1578, en què fou nomenat mestre de capella de la catedral de Tarragona. Va romandre onze anys al capdavant del magisteri tarragoní.
El 1584, mentre encara estava en actiu, va publicar una col·lecció de trenta-dos motets a quatre veus i vint a cinc veus sota el títol Liber Primus...Motectorum quae partim quaternis, partim quinis vocibus concinantur. És l’únic llibre de motets publicat a Barcelona durant el segle XVI. També es conserven un credo a quatre veus i una Salve Regina. Aquesta última és completa i es conserva a València.